# Liselott Willén
Liselott Willén (* 1972 auf den Åland-Inseln) ist eine schwedischsprachige Schriftstellerin aus Finnland. Sie lebt heute in Örebro in Schweden und arbeitet dort als Dermatologin.

## Werke
- Sten för sten, 2001 (dt. Stein um Stein, München, btb, 2004), ein Psychothriller
- Eldsmärket, 2003 (dt. Das Feuermal, München, btb, 2006), eine psychologische Geschichte über Gruppendynamik
- Islekar, 2008
- Ingenstans under himlen, 2011